# 아가타우마스
아가타우마스("큰 놀라움")은 의문명인 대형 케라톱스과 공룡의 속으로 백악기 후기 (마스트리흐트절 후기, 6600만 년 전) 와이오밍에 살았다. 속명은 '많은'이라는 의미의 고대 그리스어 아간 (αγαν) 과 '놀라움'이라는 의미의 타우마 (θαυμα)에서 온 것이다. 몸의 길이는 9 미터, 몸무게는 6 톤 정도였을 것으로 보이며 발견되던 시점에서는 가장 큰 육상동물이었다.
아가타우마스는 최초로 알려진 각룡이었으나 상대적으로 잘 알려져 있지는 않다. 원래의 표본은 골반과 그에 연결되어 있는 척추 및 갈비뼈가 전부였으며 케라톱스과 공룡들 사이에서 이 부분에는 변화가 별로 없기 때문에 아가타우마스는 보통 의문명으로 간주된다. 잠정적으로 트리케라톱스의 이명으로 간주되지만 두개골을 제외한 부분만 알려져 있기 때문에 그렇게 비교하기도 힘들다.

## 역사
아가타우마스의 화석은 1872년 와이오밍 주 남서부에서 처음 발견되었다. 발견자는 필딩 브래드포드 미크와 H.M. 배니스터로 블랙 버트와 비터 크릭 부근의 랜스 층 (당시에는 라라미 층)에서 조개 화석을 찾던 중에 발견했다. 미크와 배니스터는 퍼디난드 밴드비어 헤이든의 지질조사소에 고용되어 있었고 고생물학자인 에드워드 드링커 코프에게 이 사실을 알렸다. 코프는 직접 블랙 버트 부근의 산을 뒤져 미크의 발견지를 찾아내고 석탐맥 근처의 암석에서 튀어 나와 있는 큰 뼈를 발견했다. 뼈는 모래와 진흙 퇴적물에 나무가지와 잎 화석과 함께 보존되어 있어 이곳이 숲이 우거진 서식지였다는 것을 나타내준다. 코프는 후에 (1873년) 이 골격을 "거구의 왕자들 중 하나의 잔해"라고 기술했다. 1872년에 코프는 이 화석에 대해 기재한 논문을 발표하고 거대한 몸집과 그 뼈가 보존된 암석에서 알 수 있는 숲 환경을 보고 "놀라운 숲거주자"라는 의미로 아가타우마스 실베스트리스(Agathaumas sylvestris) 라고 이름붙였다. 아가타우마스라는 이름을 보면 코프가 이 발견에 얼마나 흥분했는지 알 수 있는데, 몇 년 후 거대한 용각류 공룡이 모리슨 층에서 발견되기 전까지는 아가타우마스가 당시 알려진 육상 동물 중 가장 큰 것이었다.
코프와 그의 연구팀은 결국 이 동물의 완전한 골반과 천골, 그리고 몇몇 갈비뼈를 발견했다. 이 화석들이 최초로 발견된 각룡류 화석이었기 때문에 코프는 아가타우마스가 어떤 종류의 공룡인지 O.C. 마쉬가 1889년에 트리케라톱스를 보고하기 전까지는 확실히 알지 못했고, 한동안은 이것이 하드로사우루스과의 공룡이라고 생각했다.
1889년의 논문에서 코프는 케라톱스의 표본이 부족하기 때문에 마쉬의 케라톱스과가 아가타우마스과로 재명명되어야한다고 주장했다.

## 종 목록
모식종:
- 아가타우마스 실베스트리스(Agathaumas sylvestris Cope, 1872) 꼬리, 천골과 등 부위의 척추뼈 16 개, 골반 일부와 몇몇 갈비뼈.

예전에 아가타우마스로 분류되었던 종들:
- A. flabellatus (Marsh, 1889/Scott, 1900); 트리케라톱스 호리두스에 포함됨
- A. milo (Cope, 1874); 테스페시우스 옥시덴탈리스에 포함됨.
- A. monoclonius (Breihaupt, 1994); 모노클로니우스 스페노케루스에 포함된 의문명.
- A. mortuarius (Cope, 1874/Hay, 1902); 트리케라톱스 호리두스에 포함된 의문명.
- A. prorsus (Marsh, 1890/Lydekker, 1893); 트리케라톱스 프로르수스에 포함됨.
- A. sphenocerus (Cope, 1890); 모노클로니우스 스페노케루스에 포함된 의문명.

불행히도 발견된 아가타우마스의 몸통 뒤쪽 뼈들은 각룡류를 동정하는 데 그다지 큰 도움이 되지 않고, 아가타우마스는 의문명으로 남아 있다. 그 외의 부분은 해당 지역에서 발견되지 않았으나 크기와 암석의 시대를 볼 때 트리케라톱스였을 가능성이 있다.

## 나이트의 복원도

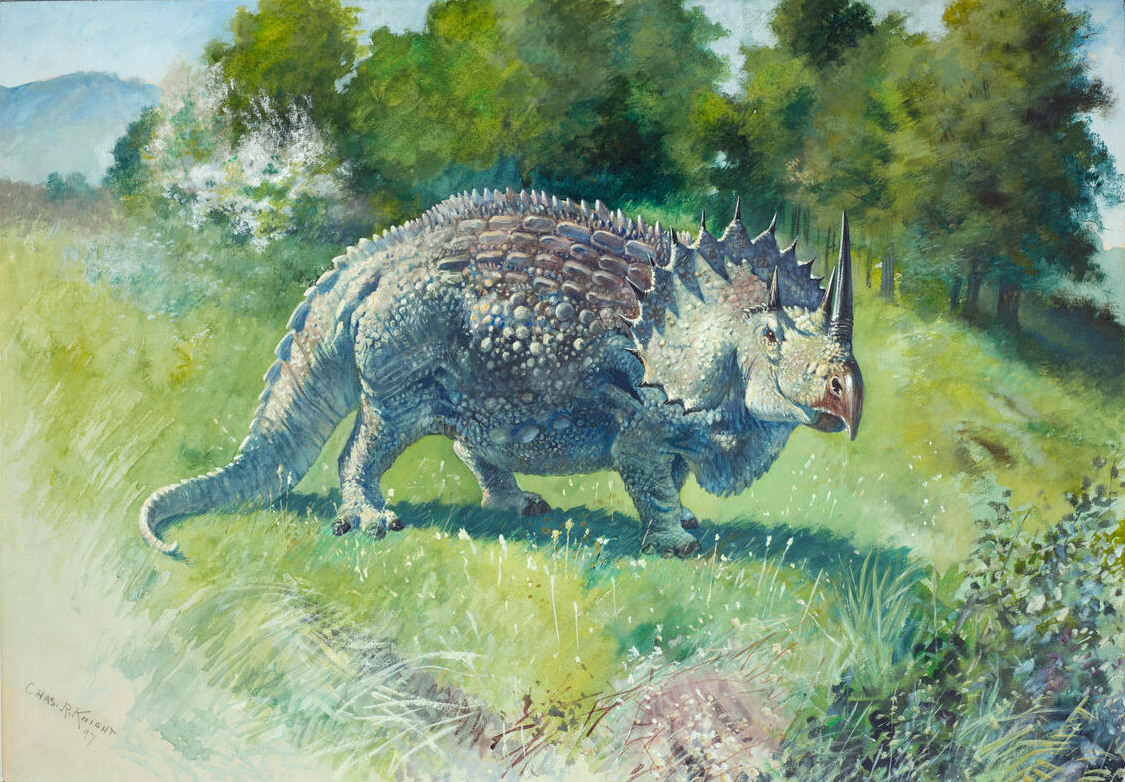
찰스 나이트의 1897년 아가타우마스 복원도.

1897년에 화가 찰스 R. 나이트가 코프의 부탁으로 아가타우마스를 그렸다. 1925년 영화 잃어버린 세계에서 사용된 아가타우마스 모형이 이 작품을 기반으로 만들어졌다. 그 이후로 아가타우마스는 다양한 형태로 여러 곳에 등장했다.